# 독소루비신
독소루비신(doxorubicin, 상표명: Adriamycin 등)은 암 치료에 사용되는 화학요법 약물이다. 여기에는 유방암, 방광암, 카포시 육종, 림프종, 급성 림프모구 백혈병이 포함된다. 다른 화학요법제와 함께 사용되기도 한다. 독소루비신은 정맥 주사를 통해 투여한다.
일반적인 부작용으로는 탈모, 골수억제, 구토, 발진, 구내염이 포함된다. 다른 심각한 부작용으로는 과민증 등의 알레르기, 심장 손상, 주사 부위의 조작 손상, 방사선 회상(radiation recall), 치료 관련 백혈병이 포함될 수 있다. 수일 간 소변의 빨간 변색을 경험할 수도 있다. 독소루비신은 안트라사이클린 및 항종양항생물질 계열의 약물에 속한다. 부분적으로 DNA의 기능을 간섭함으로써 동작한다.
독소루비신은 1974년 미국에서 의학용으로 승인되었다. 의료제도에 필수적인 가장 효과적이고 안전한 의약품 목록인 WHO 필수 의약품 목록에 등재되어 있다. 개발도상국의 도매가는 유리병 기준 대략 US$3.88–32.79이다. 같은 양으로 영국에서의 비용(국민 건강 서비스)은 대략 £100.12이다. 페길화, 리포솜 버전도 구매할 수 있으나 가격이 더 비싼 편이다. 독소루비신은 원래 스트렙토미세스 페우케티오스 박테리아로부터 만든다.